# Purple Days
퍼플 데이즈(Purple Days)란 일본의 음악 그룹을 말한다.

## 구성원
- 요시다 와타루 (1986년 8월 17일 ~ )
  - 보컬
- 이시자카 쇼타 (1986년 8월 12일 ~ )
  - 신시사이저
- 스즈키 도시히코 (1987년 3월 11일 ~ )
  - 기타